# Macoma brota
Macoma brota är en musselart som beskrevs av Dall 1916. Macoma brota ingår i släktet Macoma och familjen Tellinidae. Inga underarter finns listade i Catalogue of Life.